# Hahnia alini
Hahnia alini är en spindelart som beskrevs av Benoy Krishna Tikader 1964. Hahnia alini ingår i släktet Hahnia och familjen panflöjtsspindlar.
Artens utbredningsområde är Nepal. Inga underarter finns listade i Catalogue of Life.